# Pokači
Pokači (anche traslitterata come Pokachi) è una cittadina petrolifera della Russia siberiana occidentale, situata nel Circondario Autonomo degli Chanty-Mansi; sorge sulla riva destra del fiume Vat'egan, 350 chilometri ad est di Chanty-Mansijsk, nel rajon Nižnevartovskij.
Fondata nel 1984 come centro petrolifero, ebbe un rapido sviluppo ed ottenne lo status di città nel 1992; lo sfruttamento petrolifero è tuttora il comparto trascinante dell'economia cittadina (società Pokačevneft').

## Società

### Evoluzione demografica
Fonte: mojgorod.ru
- 1989: 11.500
- 2002: 17.017
- 2006: 16.700